# フェルナンド・サンブラーノ
フェルナンド・ボニファシオ・サンブラーノ・サンチェス（Fernando Bonifacio Zambrano Sánchez、1949年10月23日 - ）は、スペイン・エル・サウセホ出身の元サッカー選手、サッカー指導者。ポジションはMF。

## 経歴
アンダルシア州のエル・サウセホに生まれ、現役時代は主にヘタフェ・デポルティーボでプレーし、1976-77シーズンから1978-79シーズンはセグンダ・ディビシオンでプレーした。現役引退後は、指導者に転身し、ラージョ・バジェカーノとアトレティコ・マドリードのカンテラで若い選手を指導した。
1993年11月、ラージョ・バジェカーノの監督に就任した。しかし、翌年2月に解任され、解任後は同クラブのスポーツ・ディレクター職に就いた。SDとして働いていたサンブラーノは、1996年と1997年に暫定監督としてラージョ・バジェカーノの指揮を執った。
1999年には当時セグンダに在籍していたアトレティコ・マドリードBの監督を務め、Bチームを2部2位という好成績に導くと、翌シーズンからのトップチーム昇格が決まった。しかし、トップチームでは結果を残せず、10月に解任された。
アトレティコ・マドリード退任以降は、主にセグンダのクラブ (コルドバCFやシウダ・デ・ムルシア)の指揮をとり、2006年を境に監督業からは退いた。